# Vlag van Kloetinge

Vlag van Kloetinge
(1962-1970)

De vlag van Kloetinge werd op 13 juni 1962 per raadsbesluit vastgesteld als officiële gemeentelijke vlag van de Zeeuwse gemeente Kloetinge. De beschrijving luidt: 
Vierkant, geel met drie blauwe leliën, geplaatst twee en een.
Het beeld van de vlag komt overeen met dat van het gemeentewapen. Dat de vlag vierkant is, is niet uniek, maar komt toch erg weinig voor bij gemeentevlaggen. De gemeentevlaggen van Nederland hebben meestal een verhouding van 3:2.
In 1970 ging Kloetinge op in de gemeente Goes, waardoor de vlag als gemeentevlag kwam te vervallen. 

## Verwante afbeelding

Het wapen van Kloetinge

Aardenburg 
· Arnemuiden 
· Axel 
· Baarland 
· Biervliet 
· Biggekerke 
· Borssele 
· Breskens 
· Brouwershaven 
· Bruinisse 
· Burgh 
· Domburg 
· Dreischor 
· Driewegen 
· Duiveland 
· Ellewoutsdijk 
· 's-Gravenpolder 
· Groede 
· Haamstede 
· 's-Heer Abtskerke 
· 's-Heer Arendskerke 
· Hoedekenskerke 
· Hontenisse 
· IJzendijke 
· Kloetinge 
· Kortgene 
· Koudekerke 
· Krabbendijke 
· Kruiningen 
· Mariekerke 
· Meliskerke 
· Middenschouwen 
· Nieuw- en Sint Joosland 
· Nisse 
· Noordgouwe 
· Oostburg 
· Oostkapelle 
· Oud-Vossemeer 
· Oudelande 
· Ovezande 
· Poortvliet 
· Retranchement 
· Rilland-Bath 
· Ritthem 
· Sas van Gent 
· Scherpenisse 
· Schoondijke 
· Sint-Annaland 
· Sint Jansteen 
· Sint-Maartensdijk 
· Sint Philipsland 
· Sluis 
· Sluis-Aardenburg 
· Stavenisse 
· Valkenisse 
· Vogelwaarde 
· Waarde 
· Waterlandkerkje 
· Wemeldinge 
· Westdorpe 
· Westerschouwen 
· Westkapelle 
· Wissenkerke 
· Wolphaartsdijk 
· Zaamslag 
· Zierikzee 
· Zuiddorpe 
· Zuidzande